# トリエチルアミン
トリエチルアミン(Triethylamine)は、第三級アミンに属する有機化合物の一種。頭文字をとってTEAとも呼ばれる。

## 性状
トリエチルアミンは、常温では強アンモニア臭を持つ無色で揮発性のある液体である。強塩基性で、水に18.7℃未満では混和、18.7℃以上では僅かにとける。アルコール、アセトン、ベンゼン、クロロホルムに易溶。引火点は-6.7℃で、爆発限界の下限が1.2％と低く、非常に引火しやすい。様々な有機溶媒に可溶であるため、有機合成において用いられる代表的な塩基である。酸類、強酸化剤と反応し分解する。過マンガン酸カリウムとは容易に反応して酸化され、アンモニア、酢酸、硝酸に分解する。また、燃焼の際にアンモニアを発生するため、火災が起こった場合危険度が高い。日本では消防法により危険物第4類の引火性液体（第1石油類　非水溶性液体）に分類されている。

## 製法
トリエチルアミンは、工業的にはアセトアルデヒドまたはモノクロロエタンと、アンモニアおよび水素の反応で製造される。他にエタノールを用いる方法もある。

## 用途
トリエチルアミンの主な使用用途は、医薬品、界面活性剤、ゴム、除草剤、塗料等の製造である。

## 注意事項
開封後長期間経過したものは、空気中の酸素によって酸化を受け、N-オキシドが生成していることがあり危険である。黄色く着色したものは使わない方がよい。